# Radiologische Waffe
Eine radiologische Waffe, auch schmutzige Bombe (englisch dirty bomb oder radiological dispersion device) genannt, ist eine Massenvernichtungswaffe, die nach neuerem Verständnis aus einem konventionellen Sprengsatz besteht, der bei seiner Explosion radioaktives Material in der Umgebung verteilt.  

## Begriff
Eine solche Waffe ist somit jedoch keine Kernwaffe, da bei der Explosion keine Kernspaltung oder Kernfusion stattfindet. Es wird auch von einer unkonventionellen Spreng- und Brandvorrichtung (USBV oder USBV-A für „atomar“) gesprochen, wenn der Hersteller nicht in der militärischen Industrie, sondern zum Beispiel in Labors von Untergrundorganisationen vermutet wird. Gleichwohl fallen radiologische Waffen unter das deutsche Kriegswaffenkontrollgesetz, das ein Gerät als Kriegswaffe klassifiziert, wenn es radioaktive Isotope enthält und auf Massenzerstörung, -schäden oder -vergiftung ausgelegt ist.
Der Begriff radiologische Waffe wurde früher auch für Kernwaffen verwendet, die auf möglichst hohe radioaktive Kontamination ausgerichtet waren, auch diese wurden schmutzige Bombe genannt.
Schmutzige Bomben werden weiterhin Sprengvorrichtungen genannt, die biologische oder chemische Stoffe enthalten (USBV-B oder -C). Die Abgrenzung zu anderen B-Waffen und C-Waffen ist allerdings ungenau, da hier die Unterscheidung zwischen der Wirkung durch Kernspaltung und der Wirkung durch Kontamination hinfällig ist.

## Wirkstoffe
Aufgrund ihrer Radioaktivität und Verbreitung sind folgende Radioisotope für USBV-A denkbar:
Americium-241, Californium-252, Cäsium-137, Cobalt-60, Iridium-192, Plutonium-238, Strontium-90.
Diese Stoffe werden für eine Reihe wissenschaftlicher und medizinischer Anwendungen eingesetzt. Sie sind leichter zu gewinnen, weiter verbreitet, unterliegen geringeren Sicherheitsvorschriften und sind daher deutlich einfacher zu beschaffen als spaltbares Material für Kernwaffen. Gleiches gilt für die zum Bau von B- und C-USBV geeigneten Bakterien oder chemischen Gifte, darunter auch Kampfstoffe. Nach Meinung von Sicherheitsexperten könnten somit Bau und Einsatz von USBV, seien es A-, B- oder C-Varianten, nicht mit Sicherheit unterbunden werden.

## Wirkungsweise
Im Falle des Einsatzes einer radiologischen Waffe sind grundsätzlich folgende Wirkungen möglich:
- Sprengwirkung – in direkter Nähe sind Personen allein durch die Druck- oder Splitterwirkung gefährdet.
- Kontamination (beziehungsweise Ansteckung, Vergiftung) von Personen.
- Akute und langfristige Strahlenschäden.
- Massenpanik.
- Wirtschaftlicher Schaden.

Der Sprengsatz würde jedoch dafür konstruiert sein, die strahlende Substanz zu zerstäuben und weiträumig zu verteilen und nicht darauf, durch seine Druckwelle eine maximale Zerstörung zu erzielen. Um eine große Fläche zu kontaminieren, wäre wiederum eine große Menge der Substanz notwendig, da bei geringer Konzentration keine schädliche Wirkung auftritt.
Die Gefährdung der Bevölkerung durch Verstrahlung solch einer Waffe ist aber generell gering, da die Radioaktivität der o. g. Wirkstoffe bei feiner Verteilung nicht die für Strahlenschäden notwendige Dosis erreichen kann. Die Dekontamination eines Gebiets etwa in einer Großstadt wäre aber zeitaufwändig und teuer. Solange diese andauert, könnte das Gebiet möglicherweise nicht von der Zivilbevölkerung betreten werden. 
Ein weiteres Problem wäre die mögliche Panik unter der Zivilbevölkerung, sobald diese von der Kontamination erfahren hätte. Als Ursache dafür sehen Experten auch die öffentliche Wahrnehmung, die zwischen Atombomben und radiologischen Waffen nicht genau unterscheiden könnte (siehe unten).
Bei der Beurteilung der möglichen gesundheitlichen Schäden sind zwei Auswirkungen zu unterscheiden:
1. Strahlenschaden – Diese kann bei Strahlendosen entstehen, die durch eine Kettenreaktion erzeugt werden, geregelt im Kernkraftwerk oder ungeregelt in Kernwaffen oder bei technischen oder medizinischen Anwendungen, bei denen die Strahlenwirkung gezielt konzentriert wird (etwa Strahlentherapie bei Krebs). Radioaktive Isotope, die ohne Kettenreaktion so stark strahlen, dass bei ihrer Verteilung im Unterschied zu einer gezielten Konzentration ein Strahlenschaden entstehen kann, sind sehr selten und in wirksamer Menge ähnlich schwer zu beschaffen wie Kernbrennstoff. Dazu gehört etwa Polonium, sofern es in den Körper gelangt; siehe die Ermordung von Alexander Litwinenko.
2. Krebsrisiko – Dieses wird prinzipiell durch radioaktive Stoffe erhöht. Bei der Kanzerogenität gibt es jedoch eine Reihe von Stoffen, die bezogen auf die Menge gefährlicher sind als die oben genannten Isotope und dabei leichter zu beschaffen sind, darunter Umweltgifte wie Benzol oder Dioxin.

## Wechselnde Position des BfS
In einem am 24. Mai 2003 veröffentlichten Dokument analysierte das deutsche Bundesamt für Strahlenschutz das Phänomen der radiologischen Waffe und kam zu dem Ergebnis: 
- „Dem Bundesamt für Strahlenschutz (BfS) liegen keine Erkenntnisse vor, nach denen ‚Schmutzige Bomben‘ in Deutschland eine reale Bedrohung darstellen.“
- „Fazit: ‚Schmutzige Bomben‘ würden demnach selbst in unmittelbarer Nähe zum Freisetzungsort aus radiologischer Sicht keine Gesundheitsgefährdung für große Teile der Bevölkerung hervorrufen. Sie würden aber voraussichtlich zur großen Besorgnis in der Bevölkerung führen und - aus Unkenntnis über die tatsächlichen Gefahren - zu Überreaktionen.“

Das Dokument http://www.bfs.de/ion/papiere/schmutzige_bombe.html wurde bis 2006 mehrfach überarbeitet, im Frühjahr 2007 jedoch von der Webseite genommen. Es ist jedoch weiter in der ursprünglichen Fassung verfügbar. Eine neue Fassung, welche das oben genannte Fazit nicht mehr enthält, ist dort später veröffentlicht worden. Auch hier wird auf die „psychosozialen Effekte wie Unsicherheit …, Angst und … Hysterie … in der Bevölkerung“ sowie „insbesondere die Assoziation mit den Kernwaffen“ hingewiesen. 
In einem neueren Papier zum „Aufgabenspektrum des BfS“ sieht dieses ebenfalls die eigene Zuständigkeit „zur Unterstützung von Gefahrenabwehrmaßnahmen“ z. B. bei einem terroristischen Angriff mit einer sogenannten schmutzigen Bombe.

## Politische Bedeutung
Politiker wie der ehemalige deutsche Innenminister Wolfgang Schäuble verweisen auf das Gefährdungspotenzial beim Einsatz von USBV-A durch Terroristen. Jedoch wurde bisher keine USBV-A eingesetzt und es wurde auch bisher keine solche gefunden. Das Konzept der schmutzigen Bombe wird somit nur spekulativ von Sicherheitskräften und von den Medien diskutiert.

### Fälle von Beschaffung radioaktiven Materials
In zwei Fällen wurden bisher Versuche seitens militanter Gruppen registriert, sich radioaktives Material zu beschaffen, das möglicherweise für USBV eingesetzt werden sollte:
- Im Ismailowsky-Park in Moskau wurde im November 1995 eine Kiste mit radioaktivem Cäsium gefunden. Als Urheber wurde über eine tschetschenische Gruppierung berichtet, die einen Fernsehsender auf das Versteck aufmerksam gemacht habe. Eine Gefährdung sei von dem Fund nicht ausgegangen.[4]
- Am 30. Mai 2003 nahmen Sicherheitskräfte in Bangladesh vier Mitglieder der militant-islamistischen Jamaat-ul-Mujahideen Bangladesh fest. Es befanden sich 225 Gramm Uranoxid in ihrem Besitz, das mutmaßlich aus Kasachstan stammte.[5]

### In den Medien
Für die Fußball-WM im Juni/Juli 2006 in Deutschland wurden Vorbereitungen für mögliche Angriffe getroffen, indem Einheiten von Feuerwehr, Bundeswehr und Technischem Hilfswerk (THW) ausgebildet wurden, um Menschen in ABC-Lagen effektiv retten zu können.
Das Thema war Anfang Juni 2006 in den Medien, nachdem am 2. Juni in London 250 Polizisten ein Haus gestürmt hatten, in dem eine schmutzige chemische Bombe (USBV-C) vermutet wurde. Der Hinweis dazu gelangte von einem Informanten an den britischen Inlandsgeheimdienst MI5. Zuvor hatten Zeitungen unter Berufung auf Sicherheitskreise berichtet, möglicherweise stehe ein Anschlag unmittelbar bevor. In dem Haus wurde jedoch keine Spur einer Bombe gefunden – und die Aktion wurde als „Fehlschlag von Forest Gate“ in deutschen Medien kommentiert.
Im Herbst 2006 wurde anlässlich der Verhaftung des Terror-Verdächtigen Dhiren Barot in England wieder von möglichen radiologischen Waffen in Terroristenhand berichtet. Über die Folgen eines Anschlags wurde teils in dramatischem Ton spekuliert: „Einige Fachleute glauben …, dass mehrere Quadratkilometer einer betroffenen Stadt auf Jahrzehnte unbewohnbar wären, und neben den unmittelbaren Opfern auf Jahre hin viele Krebstote zu erwarten wären.“
Im September 2007 warnte der damalige Bundesinnenminister Schäuble wiederum vor der Gefahr, „demnach gehe es nicht mehr darum, ob, sondern nur noch wann es zu einem Anschlag mit Nuklear-Material komme.“ Diese Äußerung führte in Folge zu heftiger Kritik von Seiten der Koalitionspartei SPD. Daraufhin präzisierte Schäuble, „es gebe zwar keine konkreten Hinweise auf Anschlagsplanungen mit sogenannten schmutzigen Bomben, trotzdem ist es die Sorge aller Sicherheitsexperten“. Die Grünen verlangten darauf den Rücktritt des Ministers, denn „Aufgabe des Ministers sei es, die von einer schmutzigen Bombe ausgehenden Gefahren zu verhindern“. Die FDP-Abgeordnete Gisela Piltz hielt Schäuble vor, er „bekämpfe keine Ängste, was eigentlich seine Aufgabe sei“, auch Die Linke kritisierte ihn deutlich.